# Otoci Koraljnog mora
Otoci Koraljnog mora (eng. Coral Sea Islands) su vanjski australski teritorij od 1949., te su pod upravom australske vlade.
Brojni niski otoci od koraljnog vapnenca i pijeska, prekrivaju grmlje i trave. Na otocima su kolonije morskih ptica. Grebeni Lihou i Coringa-Herald su prirodni rezervati.
Otoci su bez stalnih stanovnika.